# Princeton (Texas)
Princeton è un comune (city) degli Stati Uniti d'America della contea di Collin nello Stato del Texas. La popolazione era di 6 807 abitanti al censimento del 2010.

## Geografia fisica
Secondo lo United States Census Bureau, la città ha una superficie totale di 19,31 km², dei quali 19,16 km² di territorio e 0,15 km² di acque interne (0,76% del totale).

## Società

### Evoluzione demografica
Secondo il censimento del 2010, la popolazione era di 6,807
abitanti.

### Etnie e minoranze straniere
Secondo il censimento del 2010, la composizione etnica della città era formata dal 78,3% di bianchi, il 6,36% di afroamericani, lo 0,72% di nativi americani, l'1,2% di asiatici, lo 0,03% di oceanici, il 10,71% di altre razze, e il 2,67% di due o più etnie. Ispanici o latinos di qualunque razza erano il 24,23% della popolazione.